# Robert Bryant (matemático)

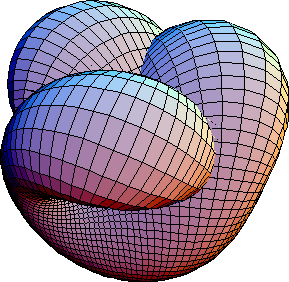
Robert Bryant, trabajando con R. Kusner, encontró esta parametrización de la superficie de Boy, que minimiza la energía de Willmore

Robert Leamon Bryant (nacido el 30 de agosto de 1953 en Kipling (Carolina del Norte)) es un matemático estadounidense. Trabaja en Universidad Duke y es especialista en geometría diferencial.

## Educación y carrera
Bryant creció en una familia de agricultores en Condado de Harnett, formando parte de la primera generación que pudo acceder a la universidad. Obtuvo una licenciatura en la Universidad Estatal de Carolina del Norte en Raleigh en 1974 y un doctorado en la Universidad de Carolina del Norte en Chapel Hill en 1979. Su tesis se tituló "Algunos aspectos de la teoría local y global de los sistemas pfaffianos" y fue escrita bajo la supervisión de Robert Gardner.
Trabajó en la Universidad Rice durante siete años, como profesor asistente (1979-1981), profesor asociado (1981-1982) y profesor titular (1982-1986). Luego se trasladó a la Universidad de Duke, donde trabajó durante veinte años como profesor J. M. Kreps.
Entre 2007 y 2013 ejerció como profesor titular en la Universidad de California en Berkeley, donde dirigió el Mathematical Sciences Research Institute (MSRI). En 2013 regresó a la Universidad de Duke como profesor de Matemáticas Phillip Griffiths.
Bryant recibió en 1982 una Beca de Investigación Sloan. En 1986 fue orador invitado en el Congreso Internacional de Matemáticos de Berkeley.
Elegido en 2002 miembro de la Academia Estadounidense de las Artes y las Ciencias, en 2007 miembro de Academia Nacional de Ciencias (Estados Unidos), en 2013 ingresó en la American Mathematical Society y en 2022 fue nombrado miembro de la Asociación Estadounidense para el Avance de la Ciencia. También es miembro de la Asociación de Mujeres en Matemáticas, la Asociación Nacional de Matemáticos y de la Asociación Matemática de América.
Presidió la American Mathematical Society durante un mandato de dos años (2015-2016), convirtiéndose en el primer presidente abiertamente gay de la institución.
Bryant forma parte de la junta directiva de EDGE, un programa de transición para mujeres que acceden a estudios de posgrado en ciencias matemáticas. También es miembro de la junta directiva de Spectra, una asociación de matemáticos LGBT que ayudó a crear.

## Investigación
La investigación de Bryant ha sido influida por Élie Cartan, Shiing-Shen Chern y Phillip Griffiths. Sus intereses de investigación cubren muchas áreas en geometría de Riemann, ecuaciones en derivadas parciales, geometría de Finsler y física matemática.
En 1987 demostró varias propiedades de superficies de curvatura media constante unitaria  en el espacio hiperbólico, que ahora se llaman superficies de Bryant en su honor. En 2001 contribuyó con muchos avances a la teoría de las métricas de Bochner-Kähler, la clase de métricas de Kähler cuya curvatura de Bochner desaparece.
En 1987 produjo los primeros ejemplos de métricas riemannianas con holonomía excepcional (es decir, cuyas holonomías son G2 o Espín(7)). Esto demostró que cada grupo en la clasificación de Marcel Berger puede surgir como un grupo de holonomía. Posteriormente, también contribuyó a la clasificación de grupos de holonomía exótica de torsión arbitrarios (es decir, no riemannianos) libres de conexiones afines.
Junto con Phillip Griffiths y otros coautores, contribuyó a desarrollar la teoría moderna de sistemas diferenciales exteriores, escribiendo dos monografías influyentes que se han convertido en la referencia estándar sobre el tema. También trabajó en su cohomología y aplicaciones a las ecuaciones en derivadas parciales.
Es autor de más de 60 artículos, y hasta 2021 había supervisado a 26 estudiantes de doctorado.

## Publicaciones
- A sampler of Riemann-Finsler Geometry, Cambridge University Press 2004 (editor with David Bao, Shiing-Shen Chern, Zhongmin Shen)
- Exterior Differential Systems, MSRI Publ. 18, Springer Verlag 1991, ISBN 0-226-07794-2 (with  Robert Brown Gardner, Shiing-Shen Chern, H. L. Goldschmidt and Phillip Griffiths)
- Exterior Differential Systems and Euler-Lagrange Partial Differential Equations, Chicago Lectures in Mathematics, University of Chicago Press 2003, ISBN 0-226-07793-4 (with Phillip Griffiths and Dan Grossman)[33]
- Integral Geometry, Contemporary Mathematics 63, AMS 1987 (editor with  Victor Guillemin, Sigurdur Helgason, R. O. Wells)
- An introduction to Lie groups and symplectic geometry, in Geometry and quantum field theory, IAS/Park City Math. Series 1, American Mathematical Society 1995, pp. 5–181
- Toward a Geometry of Differential Equations, in: Geometry, Topology & Physics, Conf. Proc. Lecture Notes Geom. Topology, VI, International Press, Cambridge, MA, 1995, pp. 1–76 (with Lucas Hsu and Phillip Griffiths)

Bryant and David Morrison are the editors of vol. 4 of the Selected Works of Phillip Griffiths.